# Myrmekiaphila tigris
Myrmekiaphila tigris is een spinnensoort uit de familie Cyrtaucheniidae. De soort komt voor in het zuidoosten van de Verenigde Staten, in de staten Alabama en Georgia.